# نیکسون (نوادا)
نیکسون، نوادا (به انگلیسی: Nixon, Nevada) یک سکونتگاه مسکونی در ایالات متحده آمریکا است که در نوادا واقع شده‌است.

## خصوصیات
نیکسون ۱۶٫۴ کیلومترمربع مساحت و ۳۷۴ نفر جمعیت دارد و ۱٬۱۹۳ متر بالاتر از سطح دریا واقع شده‌است.